# Kråkenabben
Kråkenabben este o arie protejată (arie specială de conservare — SAC, sit de importanță comunitară — SCI) din Suedia întinsă pe o suprafață de 23,5 ha, integral pe uscat.

## Localizare
Centrul sitului Kråkenabben este situat la coordonatele 55°59′48″N 14°43′14″E / 55.9966°N 14.7205°E.

## Înființare
Situl Kråkenabben a fost declarat sit de importanță comunitară în iulie 2000 pentru a proteja 1 specie de animale. Situl a fost protejat și ca arie specială de conservare în martie 2011.

## Biodiversitate
Situată în ecoregiunile continentală și marină baltică, aria protejată conține 2 habitate naturale: Pajiști fino-scandinave uscate până la mezice, bogate în specii de altitudine mică, Pășuni de coastă din Baltica boreală.
La baza desemnării sitului se află o specie protejată de  nevertebrate: Vertigo angustior.